# Chazuke

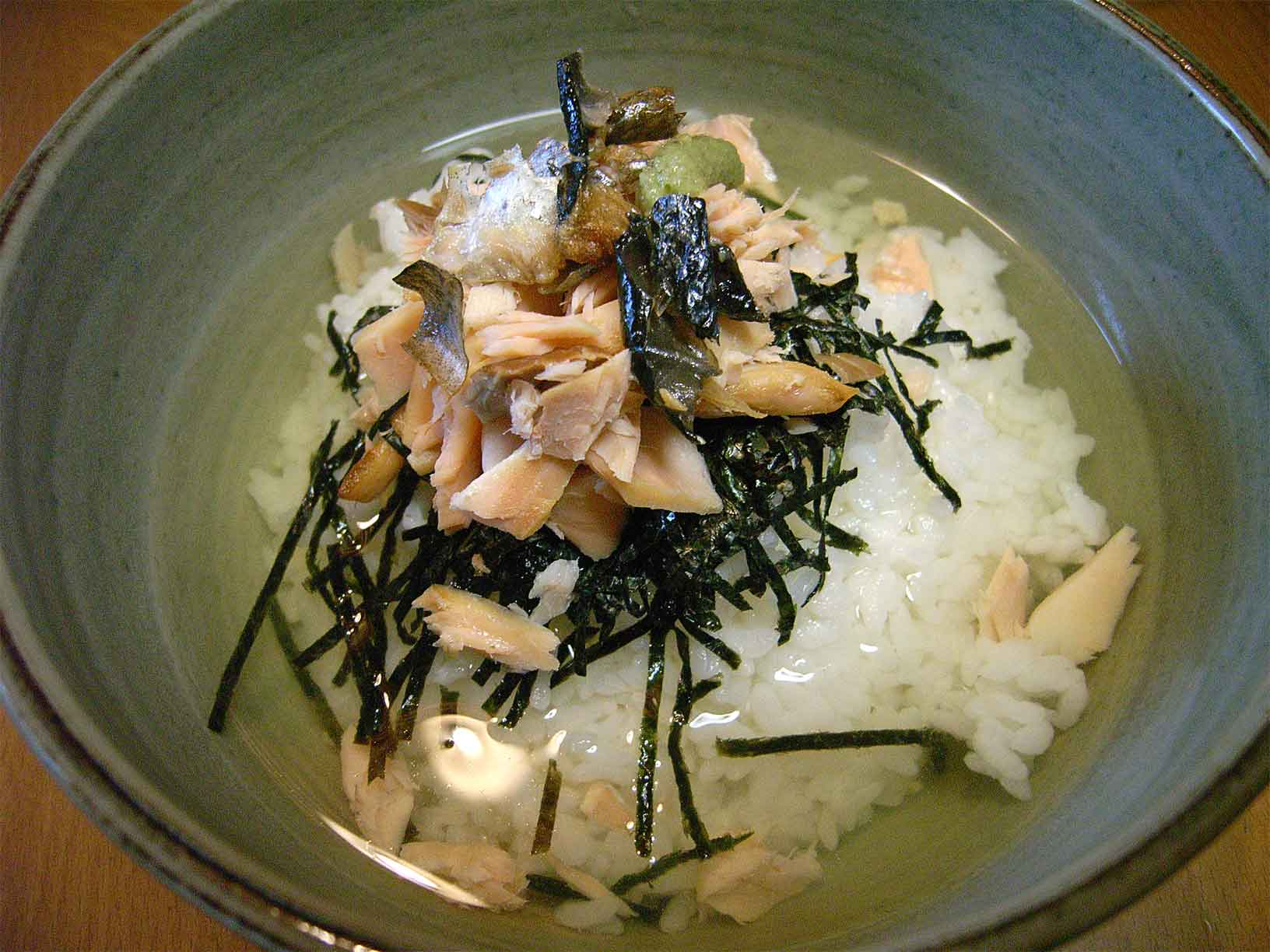
Chazuke.

Chazuke (茶漬け, "dränka i te") är en enkel japansk maträtt gjord på överblivet ris som man blandar med varmt grönt te eller vatten. Man brukar ha någon slags topping på såsom umeboshi, nori (alger) eller fiskrom.
- Wikimedia Commons har media som rör Chazuke.